# Вијетнам ерлајнс
Вијетнам ерлајнс (виј. Hãng Hàng không Quốc gia Việt Nam) је национална авио-компанија Вијетнама са седиштем у Ханоју, главном граду Вијетнама. Главни хаб авио-компаније налази се на аеродрому Ханој и аеродрому Хо Ши Мин.
Вијетнам ерлајнс је некада поседовала већину акција у другој вијетнамској авио-компанији, Пацифик ерлајнс, али је Министарство финансија те акције одузела.
У будућности, Вијетнам ерлајнс жели да прошири понуду својих дестинација новим летовима до Уједињеног Краљевства и САД.

## Редовне линије
Од септембра 2007. године, Вијетнам ерлајнс лети до 19 домаћи и 26 међународни дестинацијама у 15 земаља на 3 континенте. У сарадњи са друге авио-компаније, Вијетнам ерлајнс служи 56 дестинацијама на 4 континенте.

## Флота
По подацима од септембра 2015. године, флота Вијетнам ерлајнса састоји се из следећих авиона:
| Тип             | Укупно авиона (+поручених) | Седишта (бизнис/делукс економска/економска)    | Напомена                                                  |
| --------------- | -------------------------- | ---------------------------------------------- | --------------------------------------------------------- |
| АТР 72-500      | 16                         | 66 (0/0/66)                                    |                                                           |
| Ербас А321-200  | 57                         | 184 (16/0/168)                                 |                                                           |
| Ербас А330-200  | 10                         | 266 (24/0/242)                                 |                                                           |
| Ербас А350-900  | 4 (+10 поручених)          | 305 (29/36/240) 305 (29/45/231)                | први примерак преузет 30. јуна 2015. године               |
| Боинг 777-200ER | 7                          | 309 (27/54/228) 325 (35/0/290) 307 (25/54/228) | домаћи/дуголинијски Франкфурт/Москва/Париз Мелбурн/Сиднеј |
| Боинг 787-9     | 4 (+15 поручених)          | 274 (28/35/211) 311 (28/0/283)                 | први примерак преузет 6. јула 2015. године                |
| Укупно          | 98 (+25 поручених)         |                                                |                                                           |

### Галерија
- Боинг 777-200ER
- ATR-72-200
- Ербас А330-200
- Ербас А321-200
(Скајтим ливерија)
- Ербас А350-900
(нова ливерија)
- Боинг 787-9
(нова ливерија)

## Инциденти и несреће
Вијетнам ерлајнс су имали три несреће са губицима живота и неколико мањих инцидената без губитака живота. Свака од фаталних несрећа се догодила при кишовитом времену, са старим авионима руске производње. Пет летова су били отети, од којих три десило током 1970их година, за време Вијетнамског рата. Последње две отмице су се догодиле 1977. и 1992.